# Heilbehandlung (Deutsches Recht)
Heilbehandlung ist in Deutschland ein Begriff aus dem privaten Versicherungsrecht. Die Erstattung der Aufwendungen für medizinisch notwendige Heilbehandlung wegen Krankheit oder Unfallfolgen gehört gem. § 192 des Versicherungsvertragsgesetzes (VVG) in Verbindung mit den Musterbedingungen für die Krankheitskosten- und Krankenhaustagegeldversicherung zu den vertragstypischen Leistungen des Versicherers im Rahmen einer  privaten Krankenversicherung. Der Bundesgerichtshof (BGH) definiert in ständiger Rechtsprechung die Heilbehandlung als  „jede ärztliche Tätigkeit, die durch die betreffende Krankheit verursacht worden ist, sofern die Leistung des Arztes von ihrer Art her in den Rahmen der medizinisch notwendigen Krankenpflege fällt und auf Heilung, Besserung oder auch Linderung der Krankheit abzielt“. Keine Heilbehandlung liegt vor bei kosmetischen Verbesserungen, Vorsorgeuntersuchungen und Impfungen.

## Begriffliche Abgrenzung
Nach § 4 Nr. 14 UStG sind Umsätze steuerfrei aus Heilbehandlungen im Bereich der Humanmedizin, die im Rahmen der Ausübung der Tätigkeit als Arzt, Zahnarzt, Heilpraktiker, Physiotherapeut, Hebamme oder einer ähnlichen heilberuflichen Tätigkeit sowie aus Krankenhausbehandlungen und ärztliche Heilbehandlungen einschließlich der Diagnostik, Befunderhebung, Vorsorge, Rehabilitation, Geburtshilfe und Hospizleistungen sowie damit eng verbundene Umsätze, die von Einrichtungen des öffentlichen Rechts erbracht werden.
Ausübung der Heilkunde im Sinne des Heilpraktikergesetzes ist jede berufs- oder gewerbsmäßig vorgenommene Tätigkeit zur Feststellung, Heilung oder Linderung von Krankheiten, Leiden oder Körperschäden bei Menschen, auch wenn sie im Dienste von anderen ausgeübt wird (§ 1 Abs. 2 HeilPrG). Die Ausübung der Heilkunde ist grundsätzlich approbierten Ärzten vorbehalten.
Die Abrechnung von Leistungen der Krankenbehandlung im Sinne des § 27 SGB V zulasten der gesetzlichen Krankenversicherung setzt die Teilnahme an der vertragsärztlichen Versorgung voraus (§ 95 SGB V). Versicherte haben Anspruch auf Krankenbehandlung, wenn sie notwendig ist, um eine Krankheit zu erkennen, zu heilen, ihre Verschlimmerung zu verhüten oder Krankheitsbeschwerden zu lindern. Die Krankenbehandlung umfasst
1. ärztliche Behandlung einschließlich Psychotherapie als ärztliche und psychotherapeutische Behandlung,
2. zahnärztliche Behandlung, die Versorgung mit Zahnersatz einschließlich Zahnkronen und Suprakonstruktionen
3. Versorgung mit Arznei-, Verband-, Heil- und Hilfsmitteln sowie mit digitalen Gesundheitsanwendungen,
4. häusliche Krankenpflege, außerklinische Intensivpflege und Haushaltshilfe,
5. Krankenhausbehandlung,
6. Leistungen zur medizinischen Rehabilitation und ergänzende Leistungen.

Durch den zivilrechtlichen Behandlungsvertrag wird derjenige, welcher die medizinische Behandlung eines Patienten zusagt (Behandelnder), zur Leistung der versprochenen Behandlung, der andere Teil (Patient) zur Gewährung der vereinbarten Vergütung verpflichtet (§ 630a BGB).

## Zivilrechtliche Grundlagen
Unabhängig vom Versichertenstatus liegt der Heilbehandlung im Verhältnis Arzt–Patient in der Regel ein zivilrechtlicher Behandlungsvertrag (§ 630a ff. BGB) zugrunde. Dieser ist ein besonderer Dienstvertrag, auf den ergänzend die Regeln des Dienstvertrags anzuwenden sind (§ 630b BGB).
Der im Krankenhaus beschäftigte Arzt wird aufgrund seines Arbeitsvertrages mit dem Krankenhausträger (z. B. der Stadt; dem Zweckverband) tätig; der Patient schließt in der Regel mit dem Krankenhausträger einen gemischten Vertrag, der vorwiegend Dienstvertrag ist, ärztliche Behandlung eingeschlossen (sog. totaler Krankenhausvertrag).
Der Arzt schuldet hierbei weder einen bestimmten Heilerfolg (z. B. Krankheitsheilung im engeren Sinne) noch Schmerzfreiheit oder Wiederherstellung bestimmter Körperfunktionen, sondern nur eine Behandlung nach allgemein anerkannten fachlichen Standards. Anderenfalls hat der Patient gegen den Arzt bzw. das Krankenhaus einen Schadensersatzanspruch wegen eines ärztlichen Kunstfehlers.

## Vergütung
Grundsätzlich ist der Patient zur Gewährung der vereinbarten Vergütung verpflichtet, soweit nicht ein Dritter zur Zahlung verpflichtet ist (§ 630a BGB). Die Vergütungen für die beruflichen Leistungen der Ärzte bestimmen sich nach der Gebührenordnung für Ärzte, soweit nicht durch Bundesgesetz etwas anderes bestimmt ist (§ 1 GOÄ).

### Gesetzliche Krankenversicherung
Ist der Patient gesetzlich krankenversichert, gilt das Sachleistungsprinzip nach dem Sozialgesetzbuch (SGB) Fünftes Buch (V) – Gesetzliche Krankenversicherung (SGB V) mit der Folge, dass der Versicherte (Leistungsberechtigter) gegenüber dem Leistungserbringer (Arzt) nicht unmittelbar zur Gewährung der Vergütung  erpfichtet ist, sondern die Krankenkasse als Leistungsträger die versicherten Leistungen als Sach- und Dienstleistungen gegenüber den Versicherten durch den Vertragsarzt zur Verfügung stellt. Im Rahmen des sog. sozialrechtlichen Dreiecksverhältnisses ist die Krankenkasse gegenüber dem Arzt als Dritter zur Zahlung des Honorars verpflichtet, soweit von Kassenärztlicher Bundesvereinigung mit dem Spitzenverband Bund der Krankenkassen in Bundesmantelverträgen vereinbart (§ 82 SGB V). Der Versicherte ist hingegen zur Entrichtung von Beiträgen gegenüber der Krankenkasse verpflichtet (§§ 220 ff., § 223 SGB V).
Durchbrochen wird dieses Prinzip, wenn Eigenanteile zu zahlen sind oder der Patient die Kostenerstattung gewählt hat. Hier hat der Patient zunächst nur eine Rechtsbeziehung zum Vertragsarzt/Vertragszahnarzt und erhält die von ihm verauslagten Kosten von der Krankenkasse erstattet. Dies ist ansonsten ein typisches Strukturmerkmal der Privaten Krankenversicherung, wird aber auch dort bisweilen durch Kostenzusagen direkt an Ärzte und Krankenhäuser durchbrochen.

### Private Krankenversicherung
Bei einer privatärztlichen Behandlung ist der Patient selbst zur Gewährung der vereinbarten Vergütung verpflichtet. Der private Krankenversicherer hat nur einen Vertrag mit dem Versicherungsnehmer, zum behandelnden Arzt bestehen keine vertraglichen Beziehungen. Die Vergütung bemisst sich nach der Gebührenordnung für Ärzte (GOÄ) bzw. Gebührenordnung für Zahnärzte (GOZ). Nach dem Kostenerstattungsprinzip ist der Versicherer jedoch verpflichtet, dem Versicherungsnehmer die an den Arzt gezahlten Aufwendungen für medizinisch notwendige Heilbehandlung wegen Krankheit oder Unfallfolgen im Rahmen des vereinbarten Tarifs zu erstatten.

#### Medizinische Notwendigkeit
Versicherungsfall in der PKV ist die medizinisch notwendige Heilbehandlung einer versicherten Person wegen Krankheit oder Unfallfolgen (§ 192 VVG). Er beginnt mit der Heilbehandlung.
Heilbehandlung ist nach ständiger Rechtsprechung des BGH „jegliche ärztliche Tätigkeit, die durch die betreffende Krankheit verursacht worden ist, sofern die Leistung des Arztes von ihrer Art her auf Heilung, Besserung oder Linderung der Krankheit abzielt.“  Darauf, ob die Durchführung dieser Therapie geeignet war, diese Ziele auch zu erreichen, kommt es für das Vorliegen einer Heilbehandlung nicht an. Dieser Frage kommt Bedeutung vielmehr erst bei der Prüfung zu, ob die Heilbehandlung als medizinisch notwendig im Sinne des § 1 Abs. 2 Satz 1 der Allgemeinen Versicherungsbedingungen (AVB) anzusehen ist. Dafür ist ein objektiver Maßstab anzulegen.
Die medizinische Notwendigkeit beurteilt sich dabei nicht nach der im Behandlungsvertrag vereinbarten Leistung und dem von Behandler und Patient als notwendig erachteten Behandlungsumfang, sondern „nach den objektiven medizinischen Befunden und Erkenntnissen im Zeitpunkt der Vornahme der Behandlung.“ Ist die ärztliche Behandlung danach vertretbar, ist sie als medizinisch notwendig anzusehen. Von der medizinischen Notwendigkeit einer Behandlung in diesem Sinne wird im Allgemeinen dann auszugehen sein, wenn eine Behandlungsmethode zur Verfügung steht und angewandt worden ist, die geeignet ist, die Krankheit zu heilen, zu lindern oder ihrer Verschlimmerung entgegenzuwirken. Steht diese Eignung nach medizinischen Erkenntnissen fest, steht grundsätzlich auch die Eintrittspflicht des Versicherers fest.
Der Versicherungsnehmer muss gegebenenfalls dem Versicherer darlegen und beweisen, dass es sich bei der Behandlung um eine medizinisch notwendige Heilbehandlung gehandelt hat. Das muss im Streitfall ein Sachverständigengutachten ergeben.

## Strafrechtliche Fragen
Im Hinblick auf die Patientenautonomie ist ein ärztlicher Heileingriff grundsätzlich geeignet, den Tatbestand einer Körperverletzung zu erfüllen. Diese kann jedoch durch die Einwilligung des Patienten gerechtfertigt sein und daher straflos bleiben.
Einen Sonderstraftatbestand der eigenmächtigen Heilbehandlung gibt es trotz verschiedener Gesetzgebungsinitiativen in der Vergangenheit bislang nicht.

### Körperverletzung bei Heilmaßnahmen und Untersuchungen
Nach der deutschen Rechtsprechung und Teilen der Rechtslehre kann ein Handeln oder Unterlassen den Tatbestand der Körperverletzung erfüllen, auch wenn mit ihm in der Summe eine Verbesserung der Gesundheit erstrebt oder gar erreicht werde. Dies gelte auch dann, wenn ein Arzt nur das Beste für seinen Patienten wolle und nach den anerkannten Regeln der ärztlichen Heilkunst handele. Begründet wird dies damit, dass eine invasive Untersuchung oder eine Heilbehandlung der Einwilligung bedürfen, sonst handele es sich in der Regel um eine nicht nur tatbestandsmäßige, sondern auch rechtswidrige und damit strafbare Körperverletzung nach § 223 StGB.
Ein Teil der Rechtslehre vertritt einen anderen Standpunkt. Sie will den gelungenen ärztlichen Heileingriff nicht als eine tatbestandliche Körperverletzung sehen.
Sollte eine Einwilligung nicht mehr möglich sein, kommt nach beiden Ansichten eine Rechtfertigung nach dem Grundsatz der mutmaßlichen Einwilligung in Frage. Entscheidend ist in diesen Fällen die richterliche Beurteilung wie der Betroffene wahrscheinlich selbst entschieden hätte. Dabei sind die individuellen Bedürfnisse, Wünsche und Vorstellungen des Betroffenen zu berücksichtigen. Gibt es keine gegenteiligen Hinweise, ist davon auszugehen, dass der Betroffene das objektiv Vernünftige gewollt hätte. Unerheblich ist es, wenn sich hinterher herausstellt, dass der Betroffene anders entschieden hätte.

### Straffreiheit durch Patienteneinwilligung
Eine Einwilligung in eine Arztbehandlung hat bei einer bestehenden rechtlichen Betreuung grundsätzlich die betroffene Person (der Patient selbst) zu erteilen (§ 630d BGB). Vor jeder Behandlung muss der Patient seine Einwilligung erteilen (Ausnahme: Notfallbehandlung nach mutmaßlicher Einwilligung). Dies führt nach § 228 StGB zur Straffreiheit des behandelnden Arztes.
Bei einwilligungsfähigen Patienten hat der Arzt den aktuell geäußerten Willen des angemessen aufgeklärten Patienten zu beachten, selbst wenn sich dieser Wille nicht mit den aus ärztlicher Sicht gebotenen Diagnose- und Therapiemaßnahmen deckt. Jedoch ist eine Einwilligung unwirksam, wenn der Patient Maßnahmen einfordert, die nach den ärztlichen Regeln der Kunst nicht vertretbar sind.
Die Einwilligungserklärung sollte grundsätzlich ausdrücklich erfolgen. Die wirksame Einwilligung des Patienten ist zwingende Voraussetzung der ärztlichen Behandlung. Eine Einwilligung kann nur wirksam sein, wenn der Patient vorher aufgeklärt wurde oder eindeutig darauf verzichtet hat.
Die Patientenverfügung ist in Deutschland seit 1. September 2009 im § 1901a Abs. 1 Satz 1 BGB geregelt.

### Einsichts- und Steuerungsfähigkeit des Patienten
Wirksam einwilligen kann nur, wer einwilligungsfähig ist. Einwilligungsfähig sind auch Betreute und Minderjährige, wenn sie die nötige Einsichtsfähigkeit besitzen (letztere meist ab 14 Jahren). Nur wer einwilligungsfähig ist, kann auch wirksam eine Behandlung ablehnen.
Im Übrigen kann bei bestimmten komplizierten Eingriffen Einwilligungsunfähigkeit bestehen, bei anderen einfachen Maßnahmen jedoch nicht. Z. B. wird jemand, der geistig behindert ist und sich eine Schnittwunde zugezogen hat, sicher erkennen können, dass diese behandelt werden muss. Dagegen wird er Sinn und Zweck einer Bestrahlungstherapie nur schwer erfassen. Bei Personen mit psychischen Erkrankungen kann es auch sein, dass sie die Aufklärung verstehen, aber aufgrund krankheitsbedingter innerer Zwänge keine freie Entscheidung für die Behandlung treffen können.
Diese Fähigkeit im Einzelfall soll zunächst der Arzt beurteilen, denn er ist derjenige, um dessen mögliche Strafbarkeit es geht. Allerdings muss bei einem Patienten unter rechtlicher Betreuung der Betreuer, da er die Interessen des Betreuten zu vertreten hat, für sich entscheiden, ob der Betreute fähig ist, in eine Behandlung einzuwilligen oder nicht. Könnte der Betreute in diesem Sinne in die Behandlung einwilligen, verweigert er aber diese Einwilligung, so kann der Betreuer nicht ersatzweise einwilligen; auch dann nicht, wenn die Gesundheitsfürsorge zu seinem Aufgabenkreis zählt.

### Lebensrettende Notfallbehandlung und mutmaßliche Einwilligung
Nur wenn es um Leben oder Tod geht und sofort gehandelt werden muss, gibt es andere Kriterien in der Rechtsprechung bzw. im Gesetz. Liegen hier weder vom Patienten noch von einem gesetzlichen Vertreter oder einem Bevollmächtigten Erklärungen vor oder können diese nicht rechtzeitig eingeholt werden, so hat der Arzt so zu handeln, wie es dem mutmaßlichen Willen des Patienten in der konkreten Situation entspricht (§ 630d Abs. 1 Satz 4 BGB). Lässt sich der mutmaßliche Wille des Patienten nicht anhand der genannten Kriterien ermitteln, so handelt der Arzt zum Besten des Patienten, wenn er die ärztlich indizierten Maßnahmen trifft. Sobald jedoch Anhaltspunkte für einen entgegenstehenden Willen des Patienten ersichtlich sind (z. B. Angaben der Angehörigen), ist dieser Wille zu respektieren und entsprechend zu handeln, sei dieser Wille noch so „unvernünftig“.

### Einwilligung setzt Patientenaufklärung voraus
Patienten haben ein Recht, in einem persönlichen Gespräch von ihrem Arzt vor der Behandlung verständlich, sachkundig und angemessen aufgeklärt und beraten zu werden. Die Grenzen der Aufklärungspflicht sind fließend und vom Einzelfall abhängig.
Die Aufklärung  umfasst je nach Erkrankung:
- die geeignete Vorbeugung,
- die Diagnose,
- Nutzen und Risiken diagnostischer Maßnahmen,
- Nutzen und Risiken der Behandlung sowie der zur Anwendung kommenden Arzneimittel und Medizinprodukte
- Chancen der Behandlung im Vergleich zum Krankheitsverlauf ohne Behandlung,
- die Behandlung der Erkrankung und ihre Alternativen, soweit sie mit unterschiedlichen Risiken verbunden sind, sowie
- eine eventuell erforderliche Nachbehandlung.

Die Aufklärung und Beratung müssen auch für Patienten, die sich mit dem Arzt sprachlich nicht verständigen können, verstehbar sein. Der Arzt muss sich davon überzeugen, dass der Patient die Information versteht und verstanden hat. Der Arzt ist nicht zur Hinzuziehung eines Dolmetschers verpflichtet und kann eine Behandlung ablehnen, soweit es sich nicht um einen Notfall handelt.

### Zeitpunkt der Aufklärung
Der Patient muss rechtzeitig vor der Behandlung aufgeklärt werden. Der richtige Zeitpunkt hängt von der Art der Behandlung und ihrer Dringlichkeit ab. Wird ein Eingriff geplant, dann muss die Aufklärung spätestens zum Zeitpunkt der Entscheidung über die Vornahme des Eingriffs erfolgen. Auch bei kleineren Eingriffen, die stationär vorgenommen werden, muss eine Aufklärung rechtzeitig am Tag davor stattfinden. Bei ambulanten Eingriffen kann dagegen eine Aufklärung erst am Tage des Eingriffs noch rechtzeitig sein.

### Umfang der Aufklärung
Der Umfang der Aufklärung richtet sich insbesondere nach der Schwere und der Dringlichkeit des Eingriffs. Je dringlicher der Eingriff ist, desto weniger Zeit bleibt für die Information; trotzdem muss, von Ausnahmefällen abgesehen, eine Aufklärung erfolgen.
Im Allgemeinen genügt eine Aufklärung „im Großen und Ganzen“. Der Patient muss also nicht über medizinische Details informiert werden, sondern es reicht aus, wenn die für die Lebensführung des Patienten wichtigen Informationen gegeben werden. Dies sind insbesondere der Nutzen der Behandlung, ihre Risiken, die Auswirkungen und Verhaltensanweisungen für die weitere Lebensführung. Über in der Bevölkerung allgemein bekannte Risiken einer Behandlung, z. B. das Risiko von Wundinfektionen oder Embolien, muss nicht aufgeklärt werden.
Auch über Nutzen und Risiken der Anwendung von Arzneimittel und Medizinprodukten muss der Arzt aufklären. Patienten haben über die allgemeine Informationspflicht des Arztes hinaus das Recht zu fragen. Der Arzt ist verpflichtet, auf diese Fragen wahrheitsgemäß, vollständig und verständlich zu antworten.

### Verzicht auf die Aufklärung
Patienten haben das Recht, auf die ärztliche Aufklärung zu verzichten. Dies sollten Patienten eindeutig äußern. Der Arzt hat nicht das Recht, von der Aufklärung nach eigenem Ermessen abzusehen, wenn Leben oder Gesundheit des betroffenen Patienten durch die Aufklärung erheblich und konkret gefährdet würde.

## Einwilligungsunfähigkeit des Patienten
Liegt beim Patienten unter rechtlicher Betreuung die nötige Einsichts- und Steuerungsfähigkeit vor, kann er nur höchstpersönlich die Einwilligung erklären oder diese Verweigerung, nicht jedoch der Betreuer. Fehlt es an dieser Fähigkeit, muss sich der Betreuer vom Arzt entsprechend aufklären lassen. Gegenüber dem Betreuer unterliegt der Arzt in solchen Fällen nicht der ärztlichen Schweigepflicht nach (§ 203 StGB). Das Gleiche gilt, soweit der Patient eine Vorsorgevollmacht erteilt hat, die ausdrücklich die Entscheidung über medizinische Fragen beinhaltet (§ 1904 Abs. 2 BGB).

### Betreuungsgerichtliche Genehmigung
Besonders gefährliche Behandlungen muss der Betreuer (wie ein Bevollmächtigter) vom Betreuungsgericht genehmigen lassen (§ 1904 Abs. 1 und 2 BGB), es sei denn, dass es zwischen dem Betreuer und dem Arzt keinen Dissens über die Auslegung des Patientenwillens gibt (§ 1904 Abs. 4 BGB). Im Abschlussbericht der Bund-Länder Arbeitsgruppe „Betreuungsrecht“ werden Psychopharmaka benannt, die wegen stark schädigenden Nebenwirkungen als genehmigungsbedürftig eingestuft werden. Diskutiert wird besonders potente Psychopharmaka wie Leponex und Lithium, die Langzeitbehandlung mit Neuroleptika und Antikonvulsiva, z. B. Glianemon, Atosil und Neurocil, wegen der damit verbundenen Gefahr von Spätfolgen durch eine Liste ins Gesetz aufzunehmen, „um die bedenkenlose (unkontrollierte) Anwendung einzudämmen“.
Siehe hierzu unter: Genehmigung der Heilbehandlung

### Ausnahme bei Eilbedürftigkeit der Behandlung
Liegt besondere Eilbedürftigkeit vor, darf der Betreuer (bzw. Bevollmächtigte) ausnahmsweise in gefährliche Behandlungen ohne gerichtliche Genehmigung einwilligen. Die Genehmigung wird in diesen Fällen nicht nachträglich erforderlich (§ 1904 Abs. 1 Satz 2 BGB).

### Zulässigkeit einer Zwangsbehandlung
Zwangsbehandlung sind freiheitsentziehende Maßnahmen in der Psychiatrie. Methoden äußeren Zwangs können auch die Selbstbestimmung beschränken. Hierbei ergibt sich die Frage der Legitimierung sowohl in therapeutischer als auch in juristischer Hinsicht.

### Spezielle Fragen

#### Arzneimittelerprobung
Die wissenschaftliche Erprobung von Arzneimitteln am Betreuten ist in den §§ 40–42 deutschen Arzneimittelgesetz (AMG) geregelt. Der Betreuer kann für den Betreuten nur unter strengen Voraussetzungen in die klinische Prüfung eines Arzneimittels einwilligen (§ 41 Abs. 3 Nr. 2 AMG).

#### Schwangerschaftsabbruch
Wenn die allgemeinen Voraussetzungen für einen straflosen Abbruch der Schwangerschaft gegeben sind, kommt es zunächst auf die Einwilligung der Frau an. Ist sie nicht einwilligungsfähig, ist streitig, ob der Betreuer an ihrer Stelle einwilligen kann; das wird zu bejahen sein, wenn die Abtreibung dem Wunsch der Betreuten nicht widerspricht (§ 1901 BGB). Eine Genehmigung des Betreuungsgerichts nach § 1904 BGB ist mangels Gefährlichkeit im Regelfall entbehrlich.

#### Organspenden
Die Zulässigkeit von Organspenden aus dem Körper des Betreuten ist gesetzlich nicht geregelt; sie richtet sich nach dem Wohl des Betreuten, § 1901 BGB. Bei Einwilligungsunfähigkeit ist die Einwilligung des Betreuers erforderlich (der Aufgabenkreis „Heilbehandlung“ genügt nicht, erforderlich ist der ausdrückliche Aufgabenkreis z. B. „Organspende der linken Niere an die Tochter …“). Da das Fehlen eines Organs immer einen schweren und länger dauernden gesundheitlichen Schaden darstellt, ist stets die Genehmigung des Betreuungsgerichts erforderlich.
Eine Betreuung mit dem Aufgabenkreis „Ausstellen eines Organspendeausweises“ gibt es nicht.

#### Untergebrachte Patienten
Ist anlässlich der ärztlichen Behandlung eine Freiheitsentziehung im Sinne von § 1906 Abs. 4 BGB erforderlich (z. B. weil der Patient nach der Operation gefesselt werden muss oder mit Schlafmitteln am Weggehen gehindert werden muss), ist zusätzlich eine Genehmigung des Betreuungsgerichts nach § 1906 BGB notwendig. Es gibt also Fälle, in denen sowohl die Genehmigung nach § 1904 BGB wie nach § 1906 BGB erforderlich sind, als auch Fälle, in denen nur die eine oder andere (oder keine) Genehmigung der ärztlichen Behandlung benötigt werden.

### Bücher
- Laufs (Hrsg.): Handbuch des Arztrechts. Heidelberg, 3. Aufl. 2002, ISBN 3-406-48646-0.
- Klaus Ulsenheimer: Arztstrafrecht in der Praxis. Heidelberg, 4. Aufl. 2008, ISBN 978-3-8114-3610-7.

### Zeitschriftenbeiträge
- Amelung: Probleme der Einwilligungsfähigkeit. RuP 1995, 20.
- Baumann: Fehlende Rechtsgrundlage bei ärztlicher Zwangsbehandlung Untergebrachter. NJW 1980, 1873.
- Baumann/Hartmann: Die zivilrechtliche Absicherung der Patientenautonomie am Ende des Lebens aus der Sicht der notariellen Praxis. DNotZ 2000, 594.
- Braun/Fiala/Müller: Genehmigungserfordernisse im Bereich der medizinischen Gesundheitsfürsorge. Rpfleger 2002, 597.
- Bühler/Kren/Stolz: Sterbehilfe – Sterbebegleitung – Patientenverfügung. BtPrax 2002, 232.
- Coeppicus: Behandlungsabbruch, mutmaßlicher Wille und Betreuungsrecht. NJW 1998, 3381.
- Dose: Medikamentöse Versorgung als Heilbehandlung. FamRZ 1993, 24.
- Eisenbart: Stellvertretung in Gesundheitsangelegenheiten. MedR 1997, 305.
- Gründel: Einwilligung des Betreuers in den Abbruch lebenserhaltender Maßnahmen. NJW 1999, 3391.
- Hartmann: Patientenverfügung und psychiatrische Verfügung – Verbindlichkeit für den Arzt? NStZ 2000, 113.
- Kern: Die Bedeutung des BtG für das Arztrecht. MedR 1991, 66.
- Rehborn: Das Patientenrechtegesetz. Gesundheitsrecht 2013, 257. Leseprobe.
- Schreiber: Die medikamentöse Versorgung als Heilbehandlung gem. § 1904 BGB. FamRZ 1991, 1014 und Diskussion hierzu in FamRZ 1993, 26.
- Thar: Einwilligung in Heilbehandlung – durch den Betreuten – durch den Betreuer. BtPrax 1994, 91.
- Uhlenbruck: Vorab-Einwilligung und Stellvertretung bei der Einwilligung in einen Heileingriff. MedR 1992, 134.
- Weidhaas: Der Kassenarzt zwischen Betrug und Untreue. ZMGR 2003, 52.
- Wojnar/Bruder: Ärztliche Tätigkeit und das BtG. BtPrax 1993, 50.
- Wolter-Henseler: Gefährliche medizinische Maßnahmen? BtPrax 1995, 168.
- ders.: Betreuungsrecht und Arzneimittel – wann ist eine medikamentöse Behandlung genehmigungspflichtig? BtPrax 1994, 183.